# Dalmatinski veštit
Dalmatinski veštit je svečano muško odijelo kakvo je u drugoj polovici 19. stoljeća i kasnije široko među stanovništvom nošeno u Dalmaciji.

## Opis
Dalmatinski veštit ima dijelove poput uobičajenog građanskog odijela. Za razliku od građanskog odijela nema kravatu, koju zamjenjuje ukrasno metalno puce, a isprva je redovito nošeno s narodnom crvenom kapom. Istaknut je uspravljeni, ruski ovratnik, koji je svojom bjelinom simbolično svjedočio kako se njegov nositelj ne znoji i ne prlja napornim tjelesnim poslovima (stoga je mogao biti lako otšiven i opran napose od ostatka košulje). 
Kroj hlača ne odgovara benevrekama iz narodne nošnje (s dva prednja raspora za pritezanje), a materijal, kroj i ukrasi kaputića nisu kao kod suknenog kaporana s aplikacijama i porubnom pletenicom, što proizlazi iz tradicije vojničke odore. 
Ovu odjeću su uz plemiće nosili i nearistokratski, pučki građani Dalmacije. U nizu gradskih sredina, slično kao i u manjim mjestima sa znatnim pomoračkim radnim emigracijama, veštit je poprimio značenje narodne nošnje. Viši građanski slojevi su, prateći mode, kasnije promijenili kroj svojih odijela no u širim pučkim društvenim slojevima ove su se izmjene zbivale mnogo sporije i praktično je konzervirana starija građanska moda.

## Povijest
Dalmatinski veštit je emancipacijski simbol obrađivača zemlje (težaka) iz razdoblja agrarne reforme. Time su bivši obrađivači zemlje nakon njenog otkupa od feudalca iskazivali svoj novi, ekonomski neovisan društveni status. Agrarna reforma je u Europi započela prvim godinama XIX. st., u Austrijskom carstvu kmetstvo je ukinuto 1848. godine, dok su se u hrvatskim dijelovima Carevine feudalne zemlje počele otkupljivati od 1870-tih godina. Agrarna reforma je kroz zakonsku likvidaciju feudalizma i težački otkup zemljišta nastavljena u Kraljevini Jugoslaviji 1918.-1931. godine i u federalnoj Jugoslaviji 1945.-1947. godine. 
Do vremena kada se težački otkup zemalja zakonski priveo koncu, u pučkoj kulturi odijevanja emancipacijski simbol je već postalo konvencionalno građansko odijelo (kroj sakoa s reverom), asocirano društvenoj modi industrijalizacije, modernizacije i detradicionalizacije iz 1950-tih i s početka 1960-tih.
Iz ovih je razloga pučki dalmatinski veštit bio krojen po uzoru na kulturu odijevanja zemljišnih posjednika iz prve polovice XIX. st., jer se nositelj želio prikazati jednakovrijednim njihovom statusu. Za razliku od narodne nošnje kakva je uglavnom rađena kod kuće, nošenjem veštita se simbolički poručivalo kako njegov vlasnik ima novca za takvu gradsku krojačku narudžbu. Budući da prije agrarne reforme težak nije imao novca jer su plodovi proizvodnje na zemlje završavali ili za vlastitu potrošnju ili za podmirivanje feudalnih obveza spram gospodara, ovakav je kupovni status svjedočio kako težak raspolaže novcem od svojih proizvoda prodanih na tržnici - umjesto predanih feudalcu.

## Obnova tradicije
Nakon osamostaljivanja Hrvatske i povećanog zanimanja za nacionalnu kulturnu baštinu također se obnovio i interes za dalmatinski veštit. U današnjim krojačkim oživljavanjima veštit se iznova okrenuo društvenoj potrebi za svečanim odijevanjem, ali ovoga puta u situacijama u kojima se želi naglasiti hrvatski kulturni identitet. 
Zbog novog značenja nacionalne umjesto nekadašnje društvene emancipacije nosi se i u posve promijenjenim svečanim prilikama, ne više kao blagdansko odijelo ponosnog osamostaljenog težaka, već kao kulturni čin isticanja nacionalnih korijena - uglavnom u krajevima primorske Hrvatske tj. tamo gdje se pamte specifični oblici težaštine prilagođeni obrađivanju poljodjelskih kultura vinove loze i masline.
Najveća razlika između nekadašnjeg i današnjeg dalmatinskog veštita je izobičajivanje pučke crvene kape, lokalno specifičnog dijela bez kojeg se nošenje veštita lakše povezuje za širi hrvatski prostor a ne za jednu lokalnu zajednicu ili uže područje.

## Anegdote
Uz priskrbljivanje i nošenje dalmatinskog veštita lokalno se pamte stotine šala, uglavnom vezane za nastojanje ljudi da se na ovaj način pažljivo odijenu iako su možda bili i gladni. S time se u današnjoj masovnoj kulturi odijevanja može usporediti fama dizajnerske odjeće, ili iskazivanje društvenog statusa nošenjem čuvenih marki satova.

## Kurioziteti
Dalmatinske veštite su iz trogirske krojačnice Borisa Burića-Gene odjenuli i ljudi daleko van težačkog, dalmatinskog i uopće hrvatskog kruga, poput Placida Dominga, Armanda Assantea, Berniea Ecclestonea, Baracka Obame itd.